# Psammolyce fimbriata
Psammolyce fimbriata är en ringmaskart som beskrevs av Hartman 1939. Psammolyce fimbriata ingår i släktet Psammolyce och familjen Sigalionidae. Inga underarter finns listade i Catalogue of Life.